# Årlifoss Station
Årlifoss Station (Årlifoss stasjon) er en tidligere jernbanestation på Tinnosbanen, der ligger i Notodden kommune i Norge. Den åbnede i 1914 under navnet Aarlifoss, men stavemåden blev til Årlifoss i april 1921. Fra starten havde den status af station, men 1. marts 1924 blev den nedgraderet til holdeplads og 30. maj 1965 til trinbræt. 12. juli 1982 blev den flyttet 34 m mod nord, og stationsbygningen, der var tegnet af Thorvald Astrup, blev revet ned. Stationen bestod derefter af et spor og en perron af træ. Persontrafikken på banen blev indstillet 1. januar 1991 og godstrafikken 5. juli samme år. Banen eksisterer dog stadig, og Årlifoss fremgår stadig af Jernbaneverkets stationsoversigt.